# 藤井春日
藤井 春日（ふじい はるひ）は、日本の写真家。東京生まれ。武蔵野美術大学卒（1985年）。
写真展や写真集の出版など多数。他に、テレビコマーシャルのムービー撮影や、広告写真を手掛けている。

## 写真集
- 1991 写真参加「死んでも死にきれない王国から」島田雅彦著　主婦の友社
- 1992 写真参加「あなたを好きでいたこともあるよ」宮沢和史詩
- 1994 共著「いつか忘れられる詩」富田京子詩　シンコーミュージック出版
- 1996
  - 写真参加「夜ふかしの凡人」宮沢和史著　パルコ出版
  - 短編小説「睡眠庭園」ダイエックス
- 1997
  - 写真集「1311･前田愛 亜季写真集」ワニブックス
  - 写真集「アドニスの庭」ダイエックス
- 2001 写真集「眠り姫・前田愛写真集」ワニブックス
- 2002 写真集「草枕」リコシェ
- 2004 写真集「13の星の首飾り･松坂祥子写真集」
- 2005 写真集「永遠のピクニック」リコシェ
- 2016  写真集  「Dream of a lonely bird : 鳥の見る夢」（kindle版)
- 2020 写真集　「迷子の森　wandering forest」 草枕社

## 個展
- 1988年より写真展、参加展多数
- 1997（アドニスの庭）Park tower Gallery2  Tokyo
- 1999（睡眠庭園）Verso photo Gallery Tokyo
- 2002（草枕）Hokari Fineart Gallery Tokyo
- 2005（永遠のピクニック） GALLERY21  Tokyo
- 2011 (鳥の見る夢）　GALLERY21
- 2012 (永遠のすみか〜　The Places for Eternity〜)   FINE PHOTO GALLERY ENTRE DEUX    Tokyo
- 2022（迷子の森）Nadar ナダール　大山崎
- 2023（物語を生きる少女たちへ）　Art Gallery M84  Tokyo
- 2023 （少女たちの物語）　　　フィリア美術館　　yamanashi
- 2024  （森と少女と永遠と）　サローネ・フォンタナ　Tokyo

## グループ展
- 1990
  - （Women’s Photography,Illusion and Reality）Nikon Gallery ,New York
  - （Hight Tech Plants） 阪急百貨店　大阪
  - （Woman of Vision）Konica Plaza 東京
- 1993（Kobe International Fashion Photo Exhibition 93）神戸
- 1994（Short Movie Exhibition）Art rush Gallery 東京
- 2005（永遠のピクニック）山口県和木町立美術館
- 2006（ハイライト展)　GALLERY21
- 2007（少年を漆黒として雪祭り）映像　gallery GALA
- 2008（彼女たちの視線） GALLERY21
- 2009
  - （Esprit de Paris)  GALLERY21
  - (Tokyo Photo2009) by KLEE inc.
- 2010
  - (写真の力）　GALLERY21
  - (Tokyo Photo2010)  by KLEE inc.
- 2012  (東京画　第三章）　GALLERY 21
- 2013  (東京画　meet OSAKA)  阪急　アートステージ
- 2017〜2018  iwpa（国際女性写真家賞）入選により、ドバイ、パリ、インドなどを写真展が巡回
- 2020 （東京好奇心　2020渋谷）Bunkamura ザ・ミュージアム

## 写真コレクション
- フランス国立図書館